# 亨利·麦克卢尔·安德森
亨利·麦克卢尔·安德森（英語：Henry McClure Anderson，1876年—1942年），常译作安德森，天津近代外籍职业建筑师、英國皇家建築師協會会员。1918年，天津英租界合并管理时，安德森作为天津英租界工部局代理建筑师向天津英租界工部局董事会提出统一规划方案，被称作“安德森规划”。

## 生平
安德森在爱丁堡接受建筑学训练后，1902年来到中国东北地区，负责建筑设计、监理。1906年，安德森到天津工作。1909年，安德森在天津先农公司担任建筑师。1912年，安德森在天津俄租界工部局担任秘书。同年，开办安德森工程司行。1913年与来自英国伦敦的寇克（英語：Samuel Edwin Cook）合办永固工程司。1917年，安德森与寇克同被列入天津11位杰出专业人士。1913年和1916-1918年间，安德森两度担任天津英租界工部局代理工程师，1917和1925年，安德森两度负责制订英租界市政建筑卫生法规制定，1918-1922年，安德森主导发起天津建筑师协会。

## 安德森规划
1918年1月21日，安德森作为天津英租界工部局代理建筑师曾就天津英租界合并管理向天津英租界工部局董事会提出统一规划方案，被称作“安德森规划”。该规划方案是近代天津运作最成功的规划方案，在东亚租界规划史中有重要地位。
受安德森规划的影响，天津英租界现存城市空间被分至五大道、泰安道、解放北路、解放南路四处历史文化街区，基本符合世界文化遗产文化遗产6条标准中的2至6条，是潜在的世界遗产。其中，五大道地区是是中国第一批中国历史文化街区，也是东亚保存规模最大、最完整集中、最早系统规划、最接近田园城市理念的现代花园郊区杰出案例。